# Лаг (македонянин)
Лаг Еордейський (грец. Λάγος, Лагос; жив у 4 столітті до н. е.) був македонським придворним і батьком Птолемея, засновника династії Птолемеїв. 
Походив з регіону Еордея (Верхня Македонія). Він одружився з Арсіноєю з династії Аргеад і наложницею Філіпа II, царя Македонії, яка, як кажуть, була вагітною під час їхнього шлюбу, формуючи основу Птолемея як сина Філіпа; але можливо, що це пізніший міф, створений для прославлення династії Лагідів (Птолемеїв). З анекдоту, записаного Плутархом  ясно, що Лаг був людиною невідомого походження; отже, коли Теокріт називає Птолемея нащадком Геракла, він, ймовірно, має на увазі представляти його як сина Філіпа. Дехто вважає, що Лаг згодом одружився з Антігоною, племінницею Антипатра, від якої він став батьком Береніки, згодом дружини Птолемея, але це ґрунтується на неправильному тлумаченні зіпсованої схолії; її батька майже напевно звали Магас.